# Mistrzostwa Europy kadetek w piłce siatkowej
Mistrzostwa Europy kadetek w piłce siatkowej – międzynarodowe rozgrywki siatkarskie organizowane cyklicznie (od 1995 co 2 lata) przez Europejską Konfederację Piłki Siatkowej (CEV) dla narodowych reprezentacji kadetek do lat 18 ze wszystkich europejskich krajowych związków piłki siatkowej.
Pierwszy w historii turniej o mistrzostwo Europy kadetek rozegrano w Hiszpanii w Barcelonie w 1995 roku. Do tej pory najwięcej tytułów mistrzyń Europy kadetek - dwa - zdobyły zawodniczki Włoch (w 1995 i 2001) i Polski (w 1999 i 2013). Reprezentantki Polski zdobyły także wicemistrzostwo (w 2001) i raz uplasowały się na trzecim miejscu (w 1997).

## Medalistki
| Rok  | Gospodarz                   | Złoto     | Srebro    | Brąz                | Polska          |
| ---- | --------------------------- | --------- | --------- | ------------------- | --------------- |
| 1995 | Barcelona                   | Włochy    | Rosja     | Słowacja            | 6. miejsce      |
| 1997 | Bańska Bystrzyca            | Rosja     | Chorwacja | Polska              | 3. miejsce      |
| 1999 | Gdańsk                      | Polska    | Holandia  | Rosja               | 1. miejsce      |
| 2001 | Liberec                     | Włochy    | Polska    | Białoruś            | 2. miejsce      |
| 2003 | Zagrzeb                     | Chorwacja | Włochy    | Serbia i Czarnogóra | 6. miejsce      |
| 2005 | Tallinn                     | Ukraina   | Rosja     | Włochy              | nie występowała |
| 2007 | Brno                        | Niemcy    | Serbia    | Włochy              | 11. miejsce     |
| 2009 | Rotterdam                   | Belgia    | Serbia    | Włochy              | nie występowała |
| 2011 | Ankara                      | Turcja    | Włochy    | Serbia              | 5. miejsce      |
| 2013 | Bar / Kladovo               | Polska    | Włochy    | Turcja              | 1. miejsce      |
| 2015 | Warna/ Płowdiw              | Rosja     | Serbia    | Belgia              | 8. miejsce      |
| 2017 | Arnhem                      | Rosja     | Włochy    | Białoruś            | 8. miejsce      |
| 2018 | Sofia                       | Rosja     | Włochy    | Turcja              | nie występowała |
| 2020 | Podgorica                   | Rosja     | Turcja    | Serbia              | 6. miejsce      |
| 2022 | Hradec Králové / Prościejów | Włochy    | Turcja    | Niemcy              | 5. miejsce      |
| 2024 | Blaj / Heraklion            | Bułgaria  | Belgia    | Włochy              | 4. miejsce      |

## Klasyfikacja medalowa
| Msc. | Reprezentacja       |   |   |   | Razem |
| ---- | ------------------- | - | - | - | ----- |
| 1.   | Włochy              | 2 | 3 | 3 | 8     |
| 2.   | Rosja               | 2 | 2 | 1 | 5     |
| 3.   | Polska              | 2 | 1 | 1 | 4     |
| 4.   | Chorwacja           | 1 | 1 | − | 2     |
| 5.   | Turcja              | 1 | - | 1 | 2     |
| 5.   | Belgia              | 1 | - | 1 | 2     |
| 7.   | Niemcy              | 1 | - | - | 1     |
| 7.   | Ukraina             | 1 | - | - | 1     |
| 9.   | Serbia              | − | 3 | 1 | 4     |
| 10.  | Holandia            | − | 1 | − | 1     |
| 11.  | Słowacja            | − | − | 1 | 1     |
| 11.  | Białoruś            | − | − | 1 | 1     |
| 11.  | Serbia i Czarnogóra | − | − | 1 | 1     |